# Diplocolenus nigricans
Diplocolenus nigricans är en insektsart som beskrevs av Carl Ludwig Kirschbaum 1868. Diplocolenus nigricans ingår i släktet Diplocolenus och familjen dvärgstritar. Inga underarter finns listade i Catalogue of Life.